# 曼弗雷德·艾根
曼弗雷德·艾根（德語：Manfred Eigen，1927年5月9日—2019年2月6日），德国生物物理化学家，曾任位于哥廷根的马克斯·普朗克生物物理化学所主任。他因在测量快速化学反应方面的工作成就而获得1967年诺贝尔化学奖。
艾根的研究帮助解决了物理化学中的主要问题，并有助于理解生物体中发生的化学过程。
在晚年，他探索了生命和进化的生化根源。 他致力于在马克斯·普朗克学会建立一个多学科项目，以在分子水平上研究生命的基础。 他的工作因开创了一门新的科学技术学科而受到赞誉：进化生物技术。

## 教育和早年生活
艾根于1927年5月9日出生在德国波鸿，是海德薇(Hedwig)（费尔德 Feld）和室内音乐家恩斯特·艾根(Ernst Eigen)的儿子。 作为一个孩子，他对音乐产生了浓厚的热情，并学习了钢琴。
第二次世界大战中断了他的正规教育。 十五岁时，他被征召到德国的一个防空部队服役。 战争快结束时，他被苏联人俘虏。 他设法逃脱（他后来说逃脱相对容易），并步行数百英里穿越战败的德国，于1945年抵达哥廷根。他缺乏大学入学所需的文件， 但他在一次考试中展示了他的知识。 他进入了哥廷根大学战后的第一个班级。
艾根想学习物理，但由于以前注册的回归士兵优先，所以他注册了地球物理学。 他获得了学士学位，并进入了自然科学的研究生学习。 他的导师之一是不確定性原理（uncertainty principle)的著名支持者维尔纳·海森堡。 他于1951年获得博士学位。

## 事业与研究
1951年他哥廷根大学在阿诺德·欧肯 (Arnold Eucken) 的指导下获得物理学博士学位之后，在该校的物理化学研究所从事科学研究工作。1964年，他在伦敦法拉第学会的一次会议上介绍了他的研究结果。 他的发现首次证明，可以确定在短短几纳秒的时间间隔内发生的化学反应速率。
1953年进入卡尔·弗雷德里希·彭霍费尔研究所从事物理化学研究工作。1957年他成为研究所主任。1958年他当选为马克斯·普朗克学会的会员，1964年成为马普所首席科学家。1967年获得诺贝尔化学奖，同年任马普学会会长至1970年。1971年彭霍费尔研究所扩建并更名为马克斯·普朗克生物物理化学研究所。他是布伦瑞克工业大学的名誉教授。 从1982年到1993年，艾根担任德国学术奖学金基金会(German: Studienstiftung des deutschen Volkes, 缩写: Studienstiftung)主席。 艾根是《原子科学家公报》的赞助委员会成员。
艾根由于对极快化学反应研究的突出成就，与英国的罗纳德·乔治·雷伊福特·诺里什和乔治·波特共获1967年的诺贝尔化学奖。艾根的主要贡献是他和合作者发展了研究溶液中半寿期在毫秒以下的极快反应动力学的弛豫技术。这种方法可以对在10秒内完成的极快反应进行观测和研究。此后，艾根将研究兴趣转入自组织系统和生物进化研究。1979年他和彼得·舒斯特阐述了超循环理论。
艾根创立了两家生物技术公司，Evotec和Direvo。
1981年，艾根成为世界文化理事会的创始成员。
艾根是宗座科学院的院士，尽管他是无神论者。
他于2019年2月6日去世，享年91岁。